# Vorstudienlehrgang
Vorstudienlehrgänge sind studienvorbereitende Einrichtungen in Österreich. Sie bieten Studienbewerbern mit zu geringen Kenntnissen der deutschen Sprache sowie mit einer ausländischen Studienberechtigung, die nicht als gleichwertig mit einem österreichischen Reifezeugnis (auch Matura genannt) anerkannt wird, Kurse zur Vorbereitung auf die ihnen vorgeschriebenen Ergänzungsprüfungen und nehmen diese Prüfungen ab.
Vorstudienlehrgänge gibt es in Wien, Graz und Leoben.

## Entwicklung und Organisation
Die Geschichte der Vorstudienlehrgänge ist eng mit der Entwicklungshilfe bzw. Entwicklungspolitik verknüpft. 1961 wurde der erste Vorstudienlehrgang in Leoben gegründet, 1962 folgte Wien (anfangs in Mödling/Niederösterreich angesiedelt) und 1963 Graz.
Heute führt die Vorstudienlehrgänge die Österreichische Austauschdienst-Gesellschaft (OeAD), eine GmbH der Republik Österreich, in Kooperation mit dem Unterrichtsministerium und den örtlichen Universitäten.
In der Regel entscheidet die gewählte Universität, welche Ergänzungsprüfungen abgelegt werden müssen, und die Studierenden werden dort als außerordentliche Hörer geführt. Nach den positiven Prüfungen beginnen sie ihr ordentliches Studium.
Neben dem Kurs- und Prüfungsangebot unterstützen die Vorstudienlehrgänge die internationalen Studierenden auch bei ihrer Integration in die österreichische, insbesondere akademische Umwelt und verstehen sich als Vermittler zwischen unterschiedlichen Bildungssystemen, Lebenswelten und Kulturen. Überdies bemühen sie sich um eine internationale Vernetzung studienvorbereitender Einrichtungen, insbesondere mit jenen in den deutschsprachigen Staaten.

## VWU – Vorstudienlehrgang der Wiener Universitäten

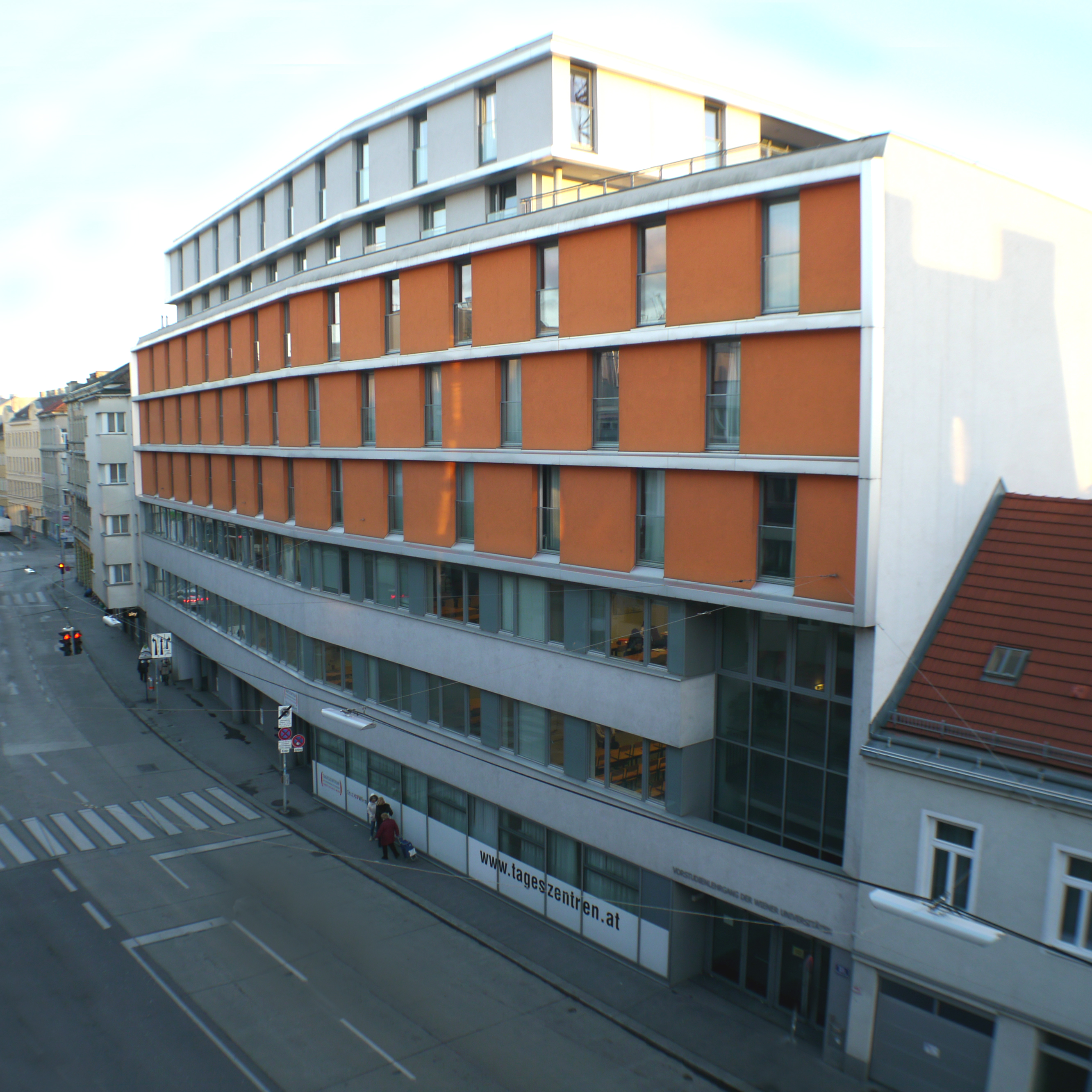
Der Sitz des VWU in Wien

Im Aufsichtsgremium des VWU sind die sechs wissenschaftlichen Wiener Universitäten (Universität Wien, Wirtschaftsuniversität Wien, Technische Universität Wien, Medizinische Universität Wien, Universität für Bodenkultur Wien und Veterinärmedizinische Universität Wien) vertreten.
Am VWU arbeiten rund 50 akademisch ausgebildete Lehrer im öffentlichen Dienst. Es gibt Kurse für Deutsch als Fremdsprache, Englisch, Mathematik, Physik, Chemie, Biologie/Umweltkunde, Geschichte/Sozialkunde sowie Geografie/Wirtschaftskunde.
Der VWU bietet finanziell geförderte Kursplätze auf Deutsch für festgelegte Gruppen von Studierenden (z. B. aus Least Developed Countries) sowie in den übrigen Fächern für Teilnehmer mit guten Deutschkenntnissen.
Am VWU werden auch die finanziell nicht geförderten Deutschkurse für Studierende an ausgewählten Partner-Organisationen koordiniert und deren Ergänzungsprüfungen abgenommen.
Pro Semester besuchen rund 900 Studierende aus 75 bis 80 Ländern den VWU.

## VGUH – Vorstudienlehrgang der Grazer Universitäten und Hochschulen
Der Vorstudienlehrgang der Grazer Universitäten und Hochschulen (VGUH) wird gemeinsam mit den fünf Grazer Hochschuleinrichtungen (Karl-Franzens-Universität Graz, Technische Universität Graz, Medizinische Universität Graz, Universität für Musik und darstellende Kunst Graz und FH Joanneum) durchgeführt, die einen Beirat als Aufsichtsgremium des VGUH bilden.
Am VGUH gibt es Kurse und Ergänzungsprüfungen für Studierende aus mehr als 70 verschiedenen Ländern in Deutsch als Fremdsprache sowie Biologie/Umweltkunde, Chemie, Englisch, Geographie/Wirtschaftskunde, Geschichte/Sozialkunde, Mathematik und Physik.

## Vorstudienlehrgang Leoben
Am Vorstudienlehrgang Leoben gibt es Kurse und Ergänzungsprüfungen für internationale Studierende mit einer Studienzulassung der Montanuniversität Leoben für Deutsch als Fremdsprache, Mathematik, Physik, Chemie und Darstellende Geometrie.

## Ähnliche Einrichtungen
Neben diesen traditionsreichen Vorstudienlehrgängen gibt es in Österreich auch Einrichtungen mit ähnlicher Zielsetzung an der FH Oberösterreich, der Fachhochschule Burgenland sowie der Fachhochschule Technikum Wien.
Die Vorstudienlehrgänge sind in ihrer Aufgabenstellung und Tätigkeit mit den Studienkollegs in Deutschland vergleichbar.